# Bactrocera furvescens
Bactrocera furvescens
 es una especie de díptero que Drew describió por primera vez en 1989. Bactrocera furvescens pertenece al género Bactrocera de la familia Tephritidae. 